# Route nationale 132
Pour les articles homonymes, voir N132 et Route 132.

Cartouche de la route nationale 132.

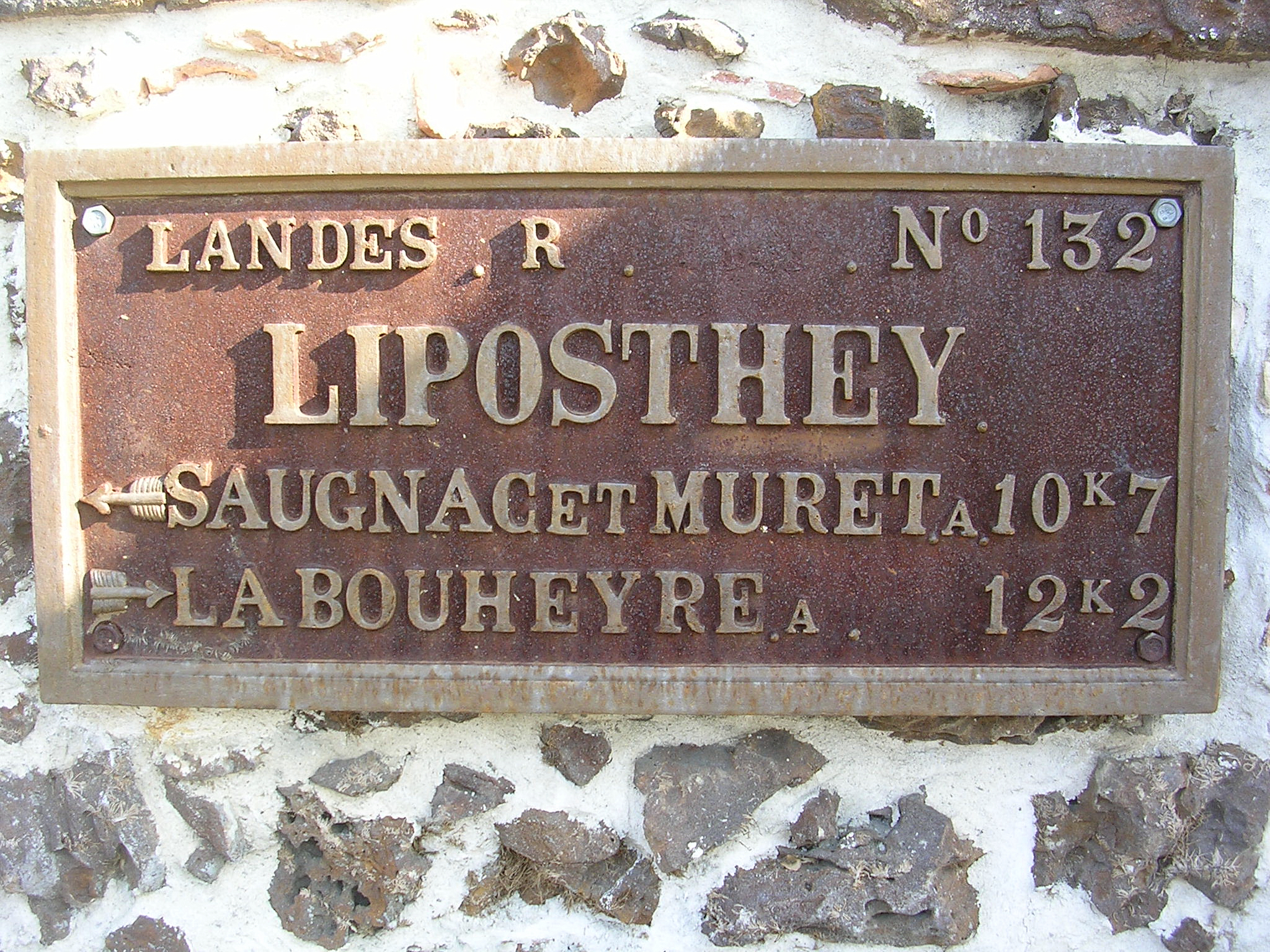
Plaque ancienne de la RN 132 à Liposthey, dans les Landes.

La route nationale 132, ou RN 132, était une route nationale française qui, dans son dernier tracé, reliait le centre de Cherbourg-Octeville à son port en contournant Tourlaville, communes depuis intégrées en 2016 au sein de Cherbourg-en-Cotentin. Cette route a été séparée en deux tronçons, l'un supprimé en 2006 et l'autre intégré à la RN 13 en 2009.
À sa création en 1824 et jusqu'en 1949, la RN 132 allait de Bordeaux à Bayonne, puis en 1832 jusqu'à Saint-Jean-Pied-de-Port. La section Bordeaux - Saint-Geours-de-Maremne est aujourd'hui reprise par l'autoroute A63 (ex-RN 10).

## Historique
À sa création en 1824, elle est décrite comme étant la Route de Bordeaux à Bayonne par les grandes Landes. Elle rencontre, à Saint-Vincent-de-Tyrosse, la route no 10, de Paris à Bayonne. Elle succède alors à la Route impériale 152.
Cet itinéraire est le plus direct entre Bordeaux et Bayonne mais il traverse alors un terrain sablonneux et peu propice au transport. La route est ouverte sous la forme d'un modeste chemin, poussivement mis aux normes entre 1838 et 1870. En 1847, l'extrémité est reportée à Saint-Geours-de-Maremne au lieu de Saint-Vincent-de-Tyrosse. Au début des années 1870, la traversée des Landes s'effectue sur une chaussée neuve mais très étroite par suite des économies faites lors de la construction. Des travaux d'élargissement sont réalisés dans les années 1880 pour porter la route à une largeur digne de son rang.
Il est à noter que la partie basque de l'itinéraire a plusieurs fois changé lors du XIXe siècle. Lors de sa création du tracé au sud de Bayonne, le 19 février 1832, l'itinéraire emprunté par la RN 132 passait par Saint-Pierre-d'Irube, la route impériale des Cimes, Hasparren et Jaxu. Elle s'arrête à Saint-Jean-Pied-de-Port sur la RN 133, de conception plus ancienne, et prend le nom de Route de Bordeaux à Saint-Jean-Pied-de-Port par les grandes Landes et Bayonne.
Le 19 septembre 1849, le tracé entre Saint-Pierre-d'Irube et Hasparren fut dévié par Briscous pour éviter les dénivelés du premier tracé. Ce second tracé entre Saint-Pierre-d'Irube et Briscous sera plus tard attribué à la RN 636, en effet depuis le 24 janvier 1881, la RN 132 ne passait plus par Hasparren mais remontait la vallée de la Nive par Cambo-les-Bains.
En 1949, la RN 132 et la RN 10 intervertirent leurs itinéraires. La RN 132 devint donc la route de Langon à Tartas et de Bayonne à Cambo-les-Bains, la section basque de l'itinéraire n'ayant pas changé. Dans le même temps, la section terminale de l'ancienne RN 132 de Cambo-les-Bains à Saint-Jean-Pied-de-Port fut attribué à la RN 618.
L'intégralité de l'itinéraire fut déclassé en 1973 et en 1978 pour le tronçon reliant Tartas à Mont-de-Marsan alors cédé à la nouvelle RN 124.
Concernant la RN 132 à Cherbourg, en Normandie, elle reliait jusqu'en 2006 le centre de la ville à son port, en contournant l'ancienne commune de Tourlaville par l'est sur 9,5 km. La première partie du tracé est déclassée en 2006 laissant place à la départementale 901 (elle même issue de la RN 801), la deuxième faisant partie de la rocade de Cherbourg jusqu'en 2009 où elle est déclassée et définitivement supprimée pour laisser place au nouvel itinéraire de la RN 13.

## Numérotation actuelle
Actuellement, après les déclassements de 1972 et 2006, la création de la liaison vers Blagnac pour l'Airbus A380 en 2004 et la suppression de la route nationale en 2009, cet itinéraire est numéroté :
- RN 524 de Langon à Captieux.
- RD 932 de Captieux à Mont-de-Marsan.
- RD 824 de Mont-de-Marsan à Tartas.
- RN 263 de Bayonne à l'A 63 (en cours de déclassement).
- RD 932 de l'A 63 à Cambo-les-Bains.
- RD 918 de Cambo-les-Bains à Saint-Jean-Pied-de-Port.
- RD 901 et N 13 à Cherbourg-en-Cotentin.

## Anciens tracés

### Ancien tracé de Langon à Tartas
Les principales communes desservies étaient :
- Langon (km 0)
- Bazas (km 15)
- Beaulac (km 22)
- Captieux (km 32)
- Roquefort (km 61)
- Le Caloy, commune de Saint-Avit (km 77)
- Mont-de-Marsan (km 83)
- Campagne (km 96)
- Meilhan (km 101)
- Tartas (km 111)

### Ancien tracé de Bayonne à Saint-Jean-Pied-de-Port
Les principales communes desservies étaient :
- Bayonne (km 187)
- Ustaritz (km 199)
- Cambo-les-Bains (km 205)
- Louhossoa (km 213)
- Pont Noblia, commune de Bidarray (km 219)
- Gahardou, commune d'Ossès (km 225)
- Eyharce, commune d'Ossès (km 226)
- Uhart-Cize (km 236)
- Saint-Jean-Pied-de-Port (km 237)

### Ancien et dernier tracé dans Cherbourg-en-Cotentin
Les principaux points du tracé de 9,5 km au sein la ville Cherbourg étaient :
Début de la N 132
- Avenue Jean-François Millet
- Rond-Point Thémis
- Avenue Amiral Lemonnier
- Boulevard de l'Est

Entrée sur la rocade de Cherbourg
- Rond-point de Penesme
- Déviation Est de Tourlaville
- Rond-point des Flamands
- Barreau des Flamands
- Rond-point de la Pyrotechnie

Fin de la N 132 et de la rocade de Cherbourg
Le tronçon entre l'avenue Jean-François Millet au Boulevard de l'Est (partie hors rocade) est désormais occupé par la route départementale 901. Le tronçon faisant office de rocade est occupé par le RN 13.